# Cairn Hill
Der Cairn Hill (englisch für Steinmännchenhügel; in Chile Cerro Garrido; in Argentinien Cerro Don Bosco) ist ein 475 m hoher Hügel mit zwei Gipfeln auf der Tabarin-Halbinsel im Norden des Grahamlands auf der Antarktischen Halbinsel. Er ragt 3 km östlich der Duse Bay und 1,5 km südwestlich des Mineral Hill auf.
Wissenschaftler des Falkland Islands Dependencies Survey nahmen 1946 eine erste Kartierung vor und benannten den Hügel nach dem Steinmännchen, das sie auf dem östlichen seiner beiden Gipfel errichteten. Chilenische Wissenschaftler benannten ihn dagegen nach dem Flugzeugmechaniker Ezequiel Garrido Pino von der Fuerza Aérea de Chile, einem Teilnehmer der 1. Chilenischen Antarktisexpedition an Bord des Schiffs Angamos. Namensgeber der argentinischen Benennung ist Don Bosco (1815–1888), einer der Turiner Sozialheiligen.